# Alf Kallerskog
Alf Erik Kallerskog, född 9 oktober 1908 i Norsholm, Östergötlands län, död 18 april 1993, var en svensk skolledare.
Kallerskog, som var son till kronojägare Alfred Karlsson och Anna Nilsson, avlade studentexamen i Norrköping 1930, blev filosofie kandidat 1935 och filosofie magister i Uppsala 1936. Han var vikarierande adjunkt på Skellefteå högre allmänna läroverk 1931, extra ordinarie ämneslärare på Åsa folkhögskola 1937–1938, rektor för högre folkskolan i Edsbyn 1938–1947, för Edsbyns kommunala realskola från 1947 och förste rektor i Ovanåkers landskommun från 1958. Han var styrelseledamot i Ovanåkers folkbibliotek.
Han var riddare av Nordstjärneorden.